# Aeroportul Simara
Aeroportul Simara (IATA: SIF, ICAO: VNSI) este un aeroport din Bara District⁠(d), Madhesh Province⁠(d), Nepal ce deservește zona Pipara Simara⁠(d). Aeroportul a fost tranzitat în 2019 de 134.573 de pasageri.
Situat la o altitudine de 137 m, aeroportul dispune de o singură pistă.